# Родриго, Хоакин
Хоаки́н Родри́го Ви́дре, 1-й маркиз садов Аранхуэса, (исп. Joaquín Rodrigo Vidre, 1er Marqués de los Jardines de Aranjuez; 22 ноября 1901, Сагунто — 6 июля 1999, Мадрид) — испанский композитор, один из крупнейших деятелей мировой музыки XX века.

## Биография
В три года, переболев дифтерией, Родриго полностью ослеп. Обучался композиции у Франсиско Антича в Валенсии, в 1927 году уехал в Париж, где учился в Нормальной школе музыки у Поля Дюка. В 1933 году в Валенсии женился на турецкой пианистке Виктории Камхи, после чего вновь вернулся в Париж, где продолжил образование в Консерватории и в Сорбонне. Вплоть до окончания гражданской войны в Испании в 1939 году Родриго жил и работал во Франции и Германии.
В 1940 году состоялась премьера Аранхуэсского концерта Родриго для гитары с оркестром, принёсшего ему большую известность. Музыкальные критики стали говорить о нём как об одном из крупнейших музыкантов Испании. В последующие годы Родриго много сочинял, а также вёл активную деятельность как музыкальный критик, сотрудничая с музыкальными газетами и журналами, работал на радио и в Испанской национальной организации незрячих. В 1947-м он получил место заведующего кафедрой музыки в Мадридском университете Комплутенсе, а три года спустя был избран в Академию изящных искусств Сан-Фернандо.

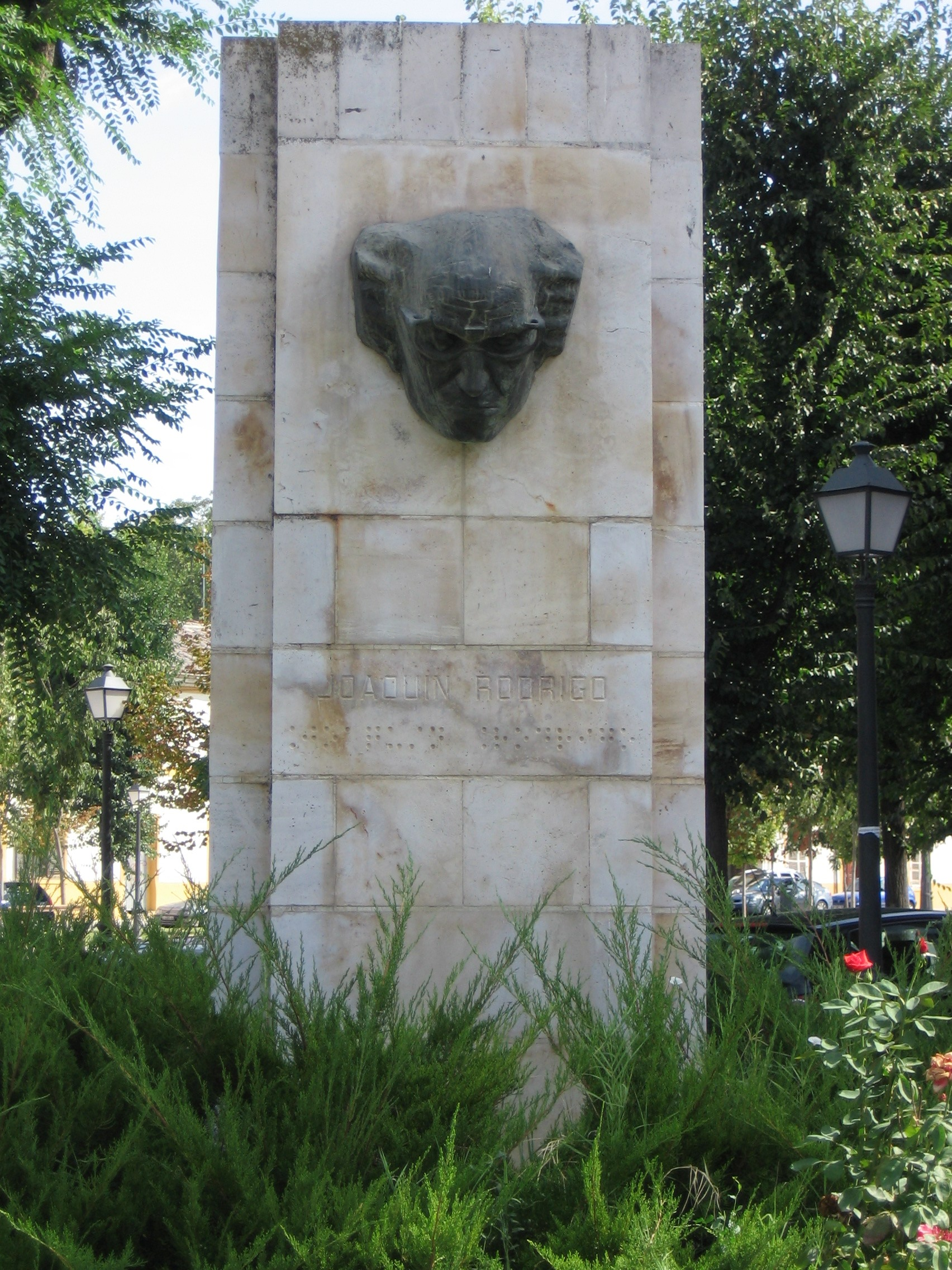
Памятник Родриго в Аранхуэсе, имя композитора написано на испанском языке и шрифтом Брайля

Композитор много гастролировал по Испании, Европе, Америке и Японии, давая мастер-классы и концерты, проводя фестивали собственной музыки (1949 — Аргентина, 1953 и 1972 — Турция, 1973 — Япония, 1975 — Мексика, 1986 — Великобритания). Родриго — обладатель Большого креста Альфонса X (1953), Ордена Почётного легиона (1963), степени доктора в Саламанкском, Южно-Калифорнийском, Валенсийском и Мадридском университетах, член Бельгийской академии наук и других почётных степеней, званий и наград. В 1991 году широко отмечалось 90-летие композитора. Король Хуан Карлос I присвоил ему титул Маркиза садов Аранхуэса.
Во второй половине XX века Родриго играл в музыкальной жизни Испании важную роль, подобно Мануэлю де Фалье — в первой. Как и де Фалья, Родриго сочинял свои произведения, ориентируясь не на основные течения в европейской музыке того времени, а на традиции испанского классического и романтического искусства. Среди 170 работ композитора — 11 концертов, многочисленные оркестровые и хоровые произведения, песни и романсы, сочинения для фортепиано и гитары, музыка к кинофильмам и театральным постановкам и др. Сборник критических работ Родриго, вышедший в 1999 году, демонстрирует его глубокие познания в области музыкального искусства.
Наиболее известны сочинения Родриго для гитары, входящие в репертуар ведущих мировых исполнителей: Аранхуэсский концерт, «Фантазия для джентльмена», Концерт-мадригал и др.

## Основные сочинения
- Опера (сарсуэла) «Незаконный сын» (El hijo fingido, по Лопе де Вега, 1964)
- Балет «Королевская павана» (Pavana real, 1955)

Оркестровые сочинения

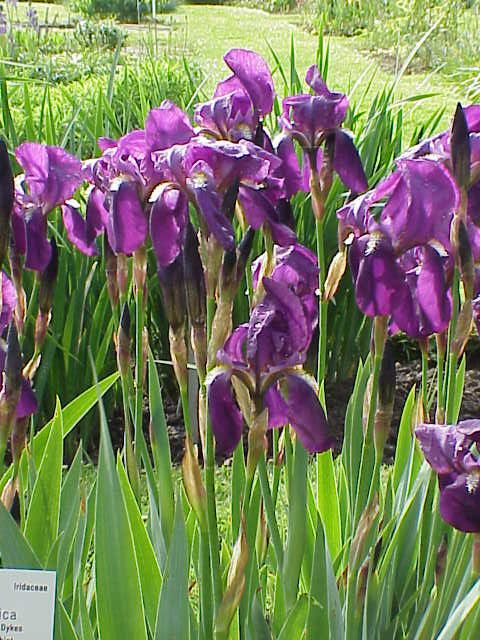
Ирис германский (lliri blau)

- Пять детских пьес (Cinco piezas infantiles, 1924)
- «Далёкая сарабанда» и вильянсико (Zarabanda lejana y villancico, 1930)
- «За цветок синего ириса» (Per la flor del lliri blau, 1934)
- «Солериана» (Soleriana 1953)
- «Садовая музыка» (Música para un jardín 1957)
- Адажио для духового оркестра (1966)
- «В поисках далёкого» (A la busca del más allá, 1976)

Концерты
- «Аранхуэсский концерт» для гитары с оркестром (Concierto de Aranjuez, 1939)
- «Героический концерт» для фортепиано с оркестром (Concierto heroico, 1942)
- «Летний концерт» для скрипки с оркестром (Concierto de estío, 1943)
- «Концерт в галантном духе» для виолончели с оркестром (Concierto in modo galante, 1949)
- Концерт-серенада для арфы с оркестром (Concierto serenata, 1952)
- «Фантазия для джентльмена» для гитары с оркестром (Fantasía para un gentilhombre, 1954)
- «Отзвуки Хиральды» для арфы с оркестром (Sones en la Giralda, 1963)
- Концерт-мадригал для двух гитар с оркестром (Concierto madrigal, 1966)
- Андалузский концерт для четырёх гитар с оркестром (Concierto andaluz, 1967)
- Концерт-пастораль для флейты с оркестром (Concierto pastoral, 1977)
- Концерт в форме дивертисмента для виолончели с оркестром (Concierto como un divertimento, 1981)
- «Концерт по случаю фиесты» для гитары с оркестром (Concierto para una fiesta, 1982)

Сочинения для фортепиано
- Сюита (1923)
- «Прелюдия для раннего петуха» (Preludio al gallo mañanero, 1926)
- Четыре пьесы (4 piezas, 1938)
- Четыре андалузских картины (4 estampas andaluzas, 1946—1954)
- Пять кастильских сонат и токката (5 sonatas de Castilla con toccata a modo de pregón, 1950—1951)
- «Три заклинания» (1981)

Сочинения для гитары
- «Далёкая сарабанда» (Zarabanda lejana, 1926)
- «К полям Испании» (Por los campos de España, 1939—1942)
- Три испанские пьесы (1954)
- Тонадилья для двух гитар (1960)
- «Приглашение и танец» (Invocación y danza, 1961)
- «Соната в испанском духе» (Sonata a la española, 1969)
- «Весёлая соната» (Sonata giocosa, 1970)
- Триптих (1978)

Сочинения для скрипки
- Два эскиза для скрипки и фортепиано (2 esbozos, 1923)
- Каприччио (1944)
- «Фатоватая соната» для скрипки и фортепиано (Sonata pimpante, 1966)
- Семь валенсийских песен для скрипки и фортепиано (7 cançons valencianes, 1982)

Сочинения для виолончели
- Сицилиана для виолончели и фортепиано (1929)
- «Короткая соната» для виолончели и фортепиано (Sonata a la breve, 1978)
- Como una fantasía для виолончели и фортепиано (1979)
- Песни, романсы, сочинения для хора и др.